# CP-47,497
CP-47,497 ist ein Cannabinoid-Rezeptor CB1-Agonist, der in den 1980er Jahren von der Firma Pfizer entwickelt wurde. Die Substanz hat analgetische Wirkungen. CP-47,497 ist biologisch hochaktiv und weist eine Dissoziationskonstante von 2,1 nMol auf.

## Abkömmlinge
CP-47,497 hat drei Analoga, die in Deutschland ebenfalls betäubungsmittelrechtlich geregelt sind.
| Kurzbezeichnung                               | Name                                                          | IUPAC-Name                                                      |
| --------------------------------------------- | ------------------------------------------------------------- | --------------------------------------------------------------- |
| CP-47,497                                     | (cis-3-[4-(1,1-Dimethylheptyl)-2-hydroxyphenyl]-cyclohexanol) | 5-(1,1-Dimethylheptyl)-2-[(1RS,3SR)-3-hydroxycyclohexyl]-phenol |
| CP-47,497-C6-Homolog                          | (cis-3-[4-(1,1-Dimethylhexyl)-2-hydroxyphenyl]-cyclohexanol)  | 5-(1,1-Dimethylhexyl)-2-[(1RS,3SR)-3-hydroxycyclohexyl]-phenol  |
| CP-47,497-C8-Homolog oder Cannabicyclohexanol | (cis-3-[4-(1,1-Dimethyloctyl)-2-hydroxyphenyl]-cyclohexanol)  | 5-(1,1-Dimethyloctyl)-2-[(1RS,3SR)-3-hydroxycyclohexyl]-phenol  |
| CP-47,497-C9-Homolog                          | (cis-3-[4-(1,1-Dimethylnonyl)-2-hydroxyphenyl]-cyclohexanol)  | 5-(1,1-Dimethylnonyl)-2-[(1RS,3SR)-3-hydroxycyclohexyl]-phenol  |

Am 19. Januar 2009 teilten Mitarbeiter der Universität Freiburg mit, dass u. a. „eine chemisch leicht modifizierte Form (Analogon) des synthetischen Cannabinoids CP-47,497“ einer der wirksamen Inhaltsstoffe der Droge Spice sei.

## Rechtslage
- Deutschland: CP-47,497 wurde mit Wirkung ab dem 22. Januar 2009 in Deutschland durch Eintragung in die Anlage II des Betäubungsmittelgesetzes (BtMG) als ein verkehrsfähiges, aber nicht verschreibungsfähiges Betäubungsmittel eingestuft.[9]

- Schweiz: CP-47,497 wurde mit Inkrafttreten der revidierten Betäubungsmittelverordnung von Swissmedic[10] per 1. Dezember 2010 dem Betäubungsmittelgesetz[11] unterstellt und somit ab diesem Zeitpunkt illegal. Einfuhr, Besitz, Vertrieb etc. werden nach dem Betäubungsmittelgesetz geahndet.